# FA Cup 2009-2010
La FA Cup 2009-2010 è stata la centoventinovesima edizione della competizione calcistica più antica del mondo. Iniziata il 15 agosto 2009, si è conclusa il 15 maggio 2010 con la vittoria del Chelsea per 1-0 nella finale unica di Wembley contro il Portsmouth.

## Calendario
| Turno                           | Data                          | Partite | Squadre   | Premio                                    |
| ------------------------------- | ----------------------------- | ------- | --------- | ----------------------------------------- |
| Turno preliminare supplementare | 15 agosto 2009                | 203     | 761 → 558 | £750                                      |
| Turno preliminare               | 29 agosto 2009                | 166     | 558 → 392 | £1.500                                    |
| Primo turno di qualificazione   | 12 settembre 2009             | 116     | 392 → 276 | £3.000                                    |
| Secondo turno di qualificazione | 26 settembre 2009             | 80      | 276 → 196 | £4.500                                    |
| Terzo turno di qualificazione   | 10 ottobre 2009               | 40      | 196 → 156 | £7.500                                    |
| Quarto turno di qualificazione  | 24 ottobre 2009               | 32      | 156 → 124 | £12.500                                   |
| Primo turno                     | 7 novembre 2009               | 40      | 124 → 84  | £18.000                                   |
| Secondo turno                   | 28 novembre 2009              | 20      | 84 → 64   | £27.000                                   |
| Terzo turno                     | 2 gennaio 2010                | 32      | 64 → 32   | £67.500                                   |
| Quarto turno                    | 23 gennaio 2010               | 16      | 32 → 16   | £90.000                                   |
| Quinto turno                    | 13 febbraio 2010              | 8       | 16 → 8    | £180.000                                  |
| Sesto turno                     | 6 marzo 2010                  | 4       | 8 → 4     | £360.000                                  |
| Semifinali                      | 11 aprile 2010 19 aprile 2010 | 2       | 4 → 2     | £900.000 (vincente) £450.000 (perdente)   |
| Finale                          | 15 maggio 2010                | 1       | 2 → 1     | £1.800.000 (vincente) £900.000 (perdente) |

## Secondo turno
| Match       | Squadra in casa    | Risultato    | Squadra fuori casa | Spettatori |
| ----------- | ------------------ | ------------ | ------------------ | ---------- |
| 1           | Northwich Victoria | 1-3          | Lincoln City       | 3.544      |
| 2           | Northampton Town   | 2-3          | Southampton        | 4.858      |
| 3           | Hereford Utd       | 0-1          | Colchester Utd     | 2.225      |
| 4           | Tranmere           | 0-0          | Aldershot Town     | 3.742      |
| Ripetizione | Aldershot Town     | 1-3          | Tranmere           | 4.060      |
| 5           | Kettering Town     | 1-1          | Leeds Utd          | 4.837      |
| Ripetizione | Leeds Utd          | 5-1 (d.t.s.) | Kettering Town     | 10.670     |
| 6           | Gillingham         | 1-0          | Burton Albion      | 4.996      |
| 7           | Wrexham            | 0-1          | Swindon Town       | 3.011      |
| 8           | Brighton           | 3-2          | Rushden & Diamonds | 3.638      |
| 9           | Rotherham Utd      | 2-2          | Luton Town         | 3.210      |
| Ripetizione | Luton Town         | 3-0          | Rotherham Utd      | 2.518      |
| 10          | MK Dons            | 4-3          | Exeter City        | 4.867      |
| 11          | Brentford          | 1-0          | Walsall            | 2.611      |
| 12          | Carlisle Utd       | 3-1          | Norwich City       | 3.946      |
| 13          | Accrington Stanley | 2-2          | Barnet             | 1.501      |
| Ripetizione | Barnet             | 0-1          | Accrington Stanley | 1.288      |
| 14          | Oxford Utd         | 1-1          | Barrow             | 6.082      |
| Ripetizione | Barrow             | 3-1          | Oxford Utd         | 2.754      |
| 15          | Bournemouth        | 1-2          | Notts County       | 6.082      |
| 16          | Stockport County   | 0-4          | Torquay Utd        | 1.690      |
| 17          | Cambridge Utd      | 1-2          | York City          | 3.505      |
| 18          | Bath City          | 1-2          | Forest Green       | 3.325      |
| 19          | Port Vale          | 0-1          | Huddersfield Town  | 5.311      |
| 20          | Staines Town       | 1-1          | Millwall           | 2.753      |
| Ripetizione | Millwall           | 4-0          | Staines Town       | 3.452      |

## Terzo turno
Giocato il 2 e il 3 gennaio.
| Match       | Squadra in casa    | Risultato                 | Squadra fuori casa | Spettatori |
| ----------- | ------------------ | ------------------------- | ------------------ | ---------- |
| 1           | Tottenham          | 4-0                       | Peterborough Utd   | 35.862     |
| 2           | Brentford          | 0–1                       | Doncaster          | 2.883      |
| 3           | Middlesbrough      | 0-1                       | Manchester City    | 12.474     |
| 4           | Stoke City         | 3-1                       | York City          | 15.586     |
| 5           | Notts County       | 2–1                       | Forest Green       | 4.389      |
| 6           | Huddersfield Town  | 0-2                       | West Bromwich      | 13.472     |
| 7           | Sheffield Utd      | 1-1                       | QPR                | 11.461     |
| Ripetizione | QPR                | 2–3                       | Sheffield Utd      | 5.780      |
| 8           | MK Dons            | 1-2                       | Burnley            | 11.816     |
| 9           | Chelsea            | 5–0                       | Watford            | 40.912     |
| 10          | Nottingham Forest  | 0-0                       | Birmingham City    | 20.975     |
| Ripetizione | Birmingham City    | 1–0                       | Nottingham Forest  | 9.399      |
| 11          | Preston N.E.       | 7-0                       | Colchester Utd     | 7.621      |
| 12          | West Ham Utd       | 1–2                       | Arsenal            | 25.549     |
| 13          | Aston Villa        | 3-1                       | Blackburn          | 25.453     |
| 14          | Portsmouth         | 1-1                       | Coventry City      | 11.214     |
| Ripetizione | Coventry City      | 1–2                       | Portsmouth         | 7.097      |
| 15          | Sunderland         | 3-0                       | Barrow             | 25.190     |
| 16          | Wigan              | 4-1                       | Hull City          | 5.335      |
| 17          | Everton            | 3-1                       | Carlisle Utd       | 31.196     |
| 18          | Sheffield Weds     | 1-2                       | Crystal Palace     | 8.690      |
| 19          | Tranmere           | 0-1                       | Wolverhampton      | 7.476      |
| 20          | Blackpool          | 1-2                       | Ipswich Town       | 7.332      |
| 21          | Fulham             | 1-0                       | Swindon Town       | 19.623     |
| 22          | Torquay Utd        | 0-1                       | Brighton           | 4.028      |
| 23          | Scunthorpe Utd     | 1-0                       | Barnsley           | 5.457      |
| 24          | Southampton        | 1-0                       | Luton Town         | 18.786     |
| 25          | Bristol City       | 1–1                       | Cardiff City       | 7.289      |
| Ripetizione | Cardiff City       | 1–0                       | Bristol City       | 6.731      |
| 26          | Reading            | 1-1                       | Liverpool          | 23.656     |
| Ripetizione | Liverpool          | 1-2 (d.t.s.)              | Reading            | 31.063     |
| 27          | Millwall           | 1-1                       | Derby County       | 10.531     |
| Ripetizione | Derby County       | 1–1 (d.t.s.) 5-3 (d.c.r.) | Millwall           | 7.183      |
| 28          | Plymouth           | 0-0                       | Newcastle Utd      | 16.451     |
| Ripetizione | Newcastle Utd      | 3–0                       | Plymouth           | 15.805     |
| 29          | Leicester City     | 2-1                       | Swansea City       | 12.307     |
| 30          | Bolton             | 4-0                       | Lincoln City       | 11.193     |
| 31          | Accrington Stanley | 1–0                       | Gillingham         | 1.322      |
| 32          | Manchester Utd     | 0-1                       | Leeds Utd          | 74.526     |

## Quarto turno
Giocato tra il 23 e il 24 gennaio.
| Match       | Squadra in casa    | Risultato | Squadra fuori casa | Spettatori |
| ----------- | ------------------ | --------- | ------------------ | ---------- |
| 1           | Southampton        | 2–1       | Ipswich Town       | 20.446     |
| 2           | Reading            | 1–0       | Burnley            | 12.910     |
| 3           | Derby County       | 1–0       | Doncaster          | 11.316     |
| 4           | Cardiff City       | 4–2       | Leicester City     | 10.961     |
| 5           | Stoke City         | 3–1       | Arsenal            | 19.735     |
| 6           | Notts County       | 2–2       | Wigan              | 9.073      |
| Ripetizione | Wigan              | 0–2       | Notts County       | 5.519      |
| 7           | Scunthorpe Utd     | 2–4       | Manchester City    | 8.861      |
| 8           | West Bromwich      | 4–2       | Newcastle Utd      | 16.102     |
| 9           | Everton            | 1–2       | Birmingham City    | 30.875     |
| 10          | Accrington Stanley | 1–3       | Fulham             | 3.712      |
| 11          | Bolton             | 2–0       | Sheffield Utd      | 14.572     |
| 12          | Portsmouth         | 2–1       | Sunderland         | 10.315     |
| 13          | Preston N.E.       | 0–2       | Chelsea            | 23.119     |
| 14          | Aston Villa        | 3–2       | Brighton           | 39.725     |
| 15          | Wolverhampton      | 2–2       | Crystal Palace     | 14.449     |
| Ripetizione | Crystal Palace     | 3–1       | Wolverhampton      | 10.282     |
| 16          | Tottenham          | 2–2       | Leeds Utd          | 35.750     |
| Ripetizione | Leeds Utd          | 1–3       | Tottenham          | 37.704     |

## Quinto turno
Si sono giocati tra il 13 febbraio e il 14 febbraio, i replay il 24 febbraio.
| Match       | Squadra in casa | Risultato | Squadra fuori casa | Spettatori |
| ----------- | --------------- | --------- | ------------------ | ---------- |
| 1           | Crystal Palace  | 2–2       | Aston Villa        | 20.486     |
| Ripetizione | Aston Villa     | 3–1       | Crystal Palace     | 31.874     |
| 2           | Manchester City | 1–1       | Stoke City         | 28.019     |
| Ripetizione | Stoke City      | 3-1       | Manchester City    | 21.813     |
| 3           | Derby County    | 1–2       | Birmingham City    | 21.043     |
| 4           | Bolton          | 1–1       | Tottenham          | 13.596     |
| Ripetizione | Tottenham       | 4–0       | Bolton             | 31.436     |
| 5           | Chelsea         | 4–1       | Cardiff City       | 40.827     |
| 6           | Fulham          | 4–0       | Notts County       | 16.132     |
| 7           | Reading         | 2–2       | West Bromwich      | 18.008     |
| Ripetizione | West Bromwich   | 2-3       | Reading            | 13.985     |
| 8           | Southampton     | 1–4       | Portsmouth         | 31.385     |

## Sesto turno
Si sono giocati tra il 6 ed il 7 marzo, l'unico replay è stato giocato il 24 marzo.
| Arbitro: | Steve Bennett |

|                   |           |  |
| Piquionne 67’ 70’ | Marcatori |  |

| Londra 6 marzo 2010, ore 18:20 CET | Fulham           | 0 – 0 referto | Tottenham | Craven Cottage (24.533 spett.)\| Arbitro: \| Mark Clattenburg \| |
| Arbitro:                           | Mark Clattenburg |               |           |                                                                  |

| Arbitro: | Mike Dean |

|              |           |                                         |
| Long 27’ 42’ | Marcatori | 47’ A. Young 51’ 57’ 90+3’ (rig.) Carew |

| Arbitro: | Martin Atkinson |

|                       |           |  |
| Lampard 35’ Terry 67’ | Marcatori |  |

### Ripetizione
| Arbitro: | Martin Atkinson |

|                                            |           |            |
| Bentley 47’ Pavljučenko 60’ Guðjohnsen 66’ | Marcatori | 17’ Zamora |

## Semifinali
Entrambe le semifinali si sono giocate nel medesimo stadio, Wembley: il sorteggio ha stabilito come semifinali Aston Villa-Chelsea e Tottenham-Portsmouth.
Il Portsmouth è sceso in campo il giorno dopo essere aritmeticamente retrocesso dalla Premier League.
| Arbitro: | Howard Webb |

|  |           |                                      |
|  | Marcatori | 68’ Drogba 89’ Malouda 90+5’ Lampard |

| Arbitro: | Alan Wiley |

|  |           |                                   |
|  | Marcatori | 99’ Piquionne 117’ Boateng (rig.) |

## Finale
| Arbitro: | Chris Foy |

| |            | |
| Drogba 59’ | Marcatori  | |
| · Čech · Ivanović · A. Cole · Terry · Alex · Lampard · 44’ Ballack · Malouda · Drogba · 71’ Kalou · 90’ Anelka · A disposizione: · Hilário · Ferreira · 44’ Belletti · 71’ J. Cole · Žirkov · Matić · 90’ Sturridge | Formazioni | · James · Rocha · Finnan · Mokoena · O'Hara · Mullins 81’ · Diop 81’ · Brown · Boateng 73’ · Piquionne · Dindane · A disposizione: · Ashdown · Vanden Borre · Ben Haim · Belhadj 81’ · Utaka 73’ · Hughes · Kanu 81’ |
| Carlo Ancelotti | Allenatori | Avram Grant |

| Chelsea | Portsmouth |